# Mangenahalli, Channagiri
Mangenahalli là một làng thuộc tehsil Channagiri, huyện Davanagere, bang Karnataka, Ấn Độ.